# سينما الرؤى
سينما الرؤى  كتاب من تأليف الكاتب والناقد السينمائي عبد الكريم قادري الصادر عن منشورات الدورة العاشرة لـ"مهرجان وهران الدولي للفيلم العربي 2017، و" دار الحكمة"،  يعاين فيها تشكّل حركة سينمائية عربية في الأفق، استطاعت أن تتحرّر من القوالب الكلاسيكية القديمة.

## ملخص الكتاب
يتناول قادري في الكتاب واقع السينما العربية الحالية، مع تسليط الضوء على بعض التجارب والشخصيات المهمة التي أثّرت فيها، مع الاستئناس ببعض تجارب الماضي التي ألقت بظلالها على واقع السينما العربية الحالية.
ويقول الناقد السينمائي:
| سينما الرؤى | إنّ السينما العربية لا تزال تبحث عن موطئ قدم لها ضمن مدونة السينما العالمية، لكن البحث يبدو شاقا وبعيدا عن التحقق في الوقت الحالي. | سينما الرؤى |

ويضيف أيضا
| سينما الرؤى | أنّ ما ينتج في الوقت الراهن من أفلام في الدول العربية مجتمعة قليل جدا، ولا يشكل سوى جزء يسير مقارنة بالإنتاجات التي تقدمها دولة أجنبية (غربية) واحدة لها تقاليد سينمائية على غرار الولايات المتحدة الأمريكية والهند أو دول من أوروبا كفرنسا وكإيطاليا وغيرها. | سينما الرؤى |

## مضمون الكتاب
بتضمن الكتاب ستة أقسام وكل قسم يحمل عنوانا يعالج في العديد من المواضيع أهما:

### عنوان تجارب ومسارات
ويتناول فيه بعض ”الثيمات”التي عالجتها السينما العربية، مثل:
- ”العنف في السينما العربية"،
- «صورة العربي في سينما الآخر»،
- «السينما العربية المستقلة»،
- «الفيلم القصير وآلياته الفنية»،

ومن بين التجارب العربية التي تمّ تتبّع مسارها:
- السينما التونسية،
- حضور المرأة في السينما الفلسطينية،
- الطفل في السينما الجزائرية.

### قراءات في أفلام روائية طويلة
يستعرض المؤلّف أعمالاً أُنتجت في الثلاث سنوات الأخيرة، هي:
- ذيب لـ ناجي أبو نوار
- جوق العميين لـ محمد مفتكر
- تمبكتو لـ عبد الرحمان سيساكو
- بستاردو لـ نجيب بلقاضي،
- شلاط تونس”لـ كوثر بن هنية،
- قصر الدهشة ”لـ مختار لعجيمي من تونس،
- ولجزيرة 2 لـ شريف عرفة،
- و"هيبتا...المحاضرة الأخيرة ”لـ هادي الباجوري
- و"سلّم إلى دمشق لـ محمد ملص
- "الأم”لـ باسل الخطيب
- "الرابعة بتوقيت الفردوس” لـ محمد عبد العزيز من سورية.

### قراءات في إصدارات سينمائية
تطرّق إلى بعض الإنتاجات المكتوبة في مجال النقد،

### فيوضات السينما
وهو عبارة عن مقابلتين أجراهما الكاتب، مع مخرجين سوريين؛ محمد ملص (1945) وغطفان غنوم (1976).

## قول الكاتب في مؤلفه
يؤكد قادري في تقديمه للكتاب أن: